# Liste des sites Ramsar en Guinée-Bissau
Cet article recense les zones humides de Guinée-Bissau concernées par la convention de Ramsar.

## Statistiques
La convention de Ramsar est entrée en vigueur en Guinée-Bissau le 14 mai 1990.
En janvier 2020, le pays compte 4 sites Ramsar, couvrant une superficie de 11 896,33 km2.

## Liste
| Site                                     | Région         | Notes | Date            | Superficie (km²) | Altitude (m) | Identifiant Ramsar | Identifiant WDPA | Coordonnées                         | Photo |
| ---------------------------------------- | -------------- | ----- | --------------- | ---------------- | ------------ | ------------------ | ---------------- | ----------------------------------- | ----- |
| Parc naturel Lagunas de Cufada (en)      | Quinara        |       | 14 mai 1990     | 390,98           | 4 - 30       | 469                | 29806            | 11° 43′ 01″ nord, 15° 01′ 59″ ouest |       |
| Archipel des Bijagos                     | Bolama-Bijagos |       | 14 janvier 2014 | 10 469,50        | 0 - 18       | 2198               | 555592547        | 11° 14′ 20″ nord, 16° 02′ 28″ ouest |       |
| Parc naturel des mangroves du Rio Cacheu | Cacheu         |       | 22 mai 2015     | 886,15           | 0 - 10       | 2229               | 555626105        | 12° 17′ 42″ nord, 16° 11′ 38″ ouest |       |
| Lagune de Wendu Tcham                    | Gabu           |       | 22 mai 2015     | 149,7018         | 80 - 100     | 2230               | 555626106        | 11° 51′ 40″ nord, 14° 09′ 36″ ouest |       |